# Noah Jean Holm
Noah Emmanuel Jean Holm (Drammen, 2001. május 23. –) norvég korosztályos válogatott labdarúgó, a Rosenborg csatárja.

## Pályafutása

### Klubcsapatokban
A Løv-Ham Fotball, az FK Fyllingsdalen és a Strømsgodset korosztályos csapataiban nevelkedett, majd 2017-ben a német RB Leipzig akadémiájára került. 2020. július 7-én ingyen került a portugál Vitória de Guimarães csapatához. Négy évre kötelezte el magát és 50 milliós eurós kivásárlási záradékot rögzítettek szerződésében. Szeptember 18-án mutatkozott be a felnőttek között Lyle Foster cseréjeként a Belenenses ellen 1–0-ra elvesztett első osztályú mérkőzésen. 2021. augusztus 1-jén a Rosenborg csapatába szerződött. A 2022–23-as szezonban a francia első osztályban érdekelt Reims csapatát erősítette kölcsönben.

### A válogatottban
Korosztályos szinten Norvégia válogatottjai mellett döntött. Részt vett a 2018-as U17-es labdarúgó-Európa-bajnokságon és a 2019-es U19-es labdarúgó-Európa-bajnokságon. 2019. március 22-én két góllal mutatkozott be az U21-es válogatottban a Finnország ellen 8–3-ra elvesztett mérkőzésen.

## Statisztika
2023. január 8. szerint.
| Klub                 | Szezon   | Bajnokság     | Bajnokság | Bajnokság | Kupa  | Kupa  | Nemzetközi | Nemzetközi | Összesen | Összesen |
| Klub                 | Szezon   | Osztály       | Mérk.     | Gólok     | Mérk. | Gólok | Mérk.      | Gólok      | Mérk.    | Gólok    |
| -------------------- | -------- | ------------- | --------- | --------- | ----- | ----- | ---------- | ---------- | -------- | -------- |
| Vitória de Guimarães | 2020–21  | Primeira Liga | 16        | 0         | 1     | 0     | —          | —          | 17       | 0        |
| Rosenborg            | 2021     | Eliteserien   | 15        | 3         | 2     | 0     | 4          | 2          | 21       | 5        |
| Rosenborg            | 2022     | Eliteserien   | 11        | 1         | 0     | 0     | —          | —          | 11       | 1        |
| Rosenborg            | Összesen | Összesen      | 26        | 4         | 2     | 0     | 4          | 2          | 32       | 6        |
| Reims (kölcsönben)   | 2022–23  | Ligue 1       | 8         | 0         | 1     | 0     | —          | —          | 9        | 0        |
| Összesen             | Összesen | Összesen      | 50        | 4         | 4     | 0     | 4          | 2          | 58       | 6        |

## Család
Apja David Nielsen korábbi dán korosztályos válogatott labdarúgó, jelenleg az Aarhus GF edzője. Mindkét szülője dán állampolgár, de apja révén kongói származású is.